# Club Baloncesto Estudiantes 1998-1999
Questa voce raccoglie le informazioni riguardanti il Club Baloncesto Estudiantes nelle competizioni ufficiali della stagione 1998-1999.

## Stagione
La stagione 1998-1999 del Club Baloncesto Estudiantes è la 43ª nel massimo campionato spagnolo di pallacanestro, la Liga ACB.

## Roster
Aggiornato al 29 novembre 2021.
| Adecco Estudinates 1998-99 | Adecco Estudinates 1998-99 |
| Giocatori                  | Staff tecnico              |
| -------------------------- | -------------------------- |

| N. | Naz.                   | Ruolo | Nome              | Anno | Alt.   | Peso   |  |
| -- | ---------------------- | ----- | ----------------- | ---- | ------ | ------ |  |
| 4  | Stati Uniti (bandiera) | AP    | Chandler Thompson | 1970 | 194 cm | 104 kg |  |
| 4  | Stati Uniti (bandiera) | AP    | Derell Washington | 1971 | 198 cm | 95 kg  |  |
| 5  | Spagna (bandiera)      | P     | Gonzalo Martínez  | 1974 | 178 cm |        |  |
| 6  | Spagna (bandiera)      | G     | Pedro Robles      | 1977 | 192 cm |        |  |
| 7  | Spagna (bandiera)      | C     | Javier Velázquez  | 1975 | 204 cm |        |  |
| 8  | Spagna (bandiera)      | AG    | Felipe Reyes      | 1980 | 203 cm | 104 kg |  |
| 9  | Spagna (bandiera)      | P     | Carlos Braña      | 1977 | 190 cm |        |  |
| 10 | Spagna (bandiera)      | A     | Carlos Jiménez    | 1976 | 204 cm | 100 kg |  |
| 11 | Stati Uniti (bandiera) | C     | Shaun Vandiver    | 1968 | 206 cm | 109 kg |  |
| 12 | Spagna (bandiera)      | AG    | Enrique Bárcenas  | 1973 | 205 cm |        |  |
| 13 | Spagna (bandiera)      | P     | Nacho Azofra (C)  | 1969 | 185 cm | 83 kg  |  |
| 14 | Spagna (bandiera)      | C     | Alfonso Reyes     | 1971 | 202 cm | 116 kg |  |
| 15 | Spagna (bandiera)      | C     | Iñaki de Miguel   | 1973 | 205 cm | 100 kg |  |
| -  | Spagna (bandiera)      | C     | Asier García      | 1978 | 206 cm |        |  |

| Allenatore                                                               |
| - Pepu Hernández                                                         |
| Assistente/i                                                             |
| - Angel Miguel Goñi Legenda - (C) Capitano - (IN) Inattivo - Infortunato |

## Mercato

### Sessione estiva
| Acquisti | Acquisti         | Acquisti     | Acquisti   | Acquisti |
| R.a      | Nome             | da           | Modalità   |          |
| -------- | ---------------- | ------------ | ---------- | -------- |
| C        | Asier García     | Real Canoe   | definitivo |          |
| C        | Alfonso Reyes    | PSG Racing   | definitivo |          |
| C        | Javier Velázquez | PSU Gorillas | definitivo |          |

| Cessioni | Cessioni         | Cessioni       | Cessioni       | Cessioni |
| R.       | Nome             | a              | Modalità       |          |
| -------- | ---------------- | -------------- | -------------- | -------- |
| C        | Glen Whisby      | Pall. Cantù    | fine contratto |          |
| AG       | Rafa Vecina      |                | ritirato       |          |
| G        | Álex Escudero    | A. Costa Imola | fine contratto |          |
| P        | Francisco García | Cáceres        | fine contratto |          |
| AC       | Guillermo Rejón  | OAR Ferrol     | fine contratto |          |

### Dopo l'inizio della stagione
| Acquisti | Acquisti          | Acquisti   | Acquisti   | Acquisti   |
| R.       | Nome              | da         | Data       | Modalità   |
| -------- | ----------------- | ---------- | ---------- | ---------- |
| AP       | Derell Washington | Free agent | marzo 1999 | definitivo |

| Cessioni | Cessioni | Cessioni | Cessioni | Cessioni |
| R.       | Nome     | a        | Data     | Modalità |
| -------- | -------- | -------- | -------- | -------- |